# 障害者ゴルフ
障害者ゴルフ（しょうがいしゃゴルフ、英語: Disability golf classification）とは、上肢や下肢の喪失、片麻痺、聴覚障害、全盲や弱視等の障害を持つ選手によるゴルフ競技。

## 概要
ルールは基本的に一般のゴルフと同じであるが、障害者向けに修正を行った「障害者ゴルファーのための修正ゴルフ規則」に基いてルールが修正・追加されている。一例としてブラインドゴルフ（全盲、弱視）では、介添え者による手助けを受けたり、「ハザード内の地面にクラブを付けて良い（バンカーで地面にソールを着けても良い）」といった規則がある。

## 歴史
第一次世界大戦終了後、イギリスで主に上半身に障害のある戦傷者（上肢障害者）がゴルフを始めたのが、障害者ゴルフの始まり。第二次世界大戦以降は、乗用カートの普及に伴い、下肢障害者にもゴルフのチャンスが生まれアメリカでも広まっていき、ベトナム戦争の傷痍軍人を中心に、リハビリとしても行われるようになる。
1998年、イギリス等6カ国の障害者ゴルフ団体により、ヨーロッパ障害者ゴルフ連盟が発足し、出場資格やルールの統一を協議する。
2011年8月、第一回障害者ゴルフ世界大会にて、優勝は開催国のスウェーデン、2位はデンマーク。日本チームは3位で銅メダルを獲得した。

### 日本
もともと、それぞれの障害ごとにゴルフ競技が行われていたが、1991年に日本障害者ゴルフ協会(DGA)が設立され、1996年に障害者なら誰でも参加できる「日本障害者オープンゴルフ選手権」が開催された。
2005年頃、関東圏では普及しつつあったが、関西圏では認知度が低かった。
日本障害者ゴルフ協会では、「ゴルフは障害者に向いており、専門家もリハビリテーションの見地からゴルフは優れていると認めている」と紹介している。
日本では、2012年の第12回全国障害者スポーツ大会においてオープン競技として障害者ゴルフが採用、2013年の第13回全国障害者スポーツ大会ではデモスポに障害者ゴルフが採用された。

## パラリンピック
2009年にゴルフがオリンピックの正式種目に採用されると、ヨーロッパ障害者ゴルフ協会（EDGA）は、国際パラリンピック競技会に、「障害者ゴルフをパラリンピックの正式種目にする」ための提訴をする。その後、世界中で障害者ゴルフをパラリンピックの正式種目にするための運動が活発となる。しかし、2010年12月中旬の国際パラリンピック委員会の会議では、2016年のリオデジャネイロパラリンピックの正式種目への採用はされないこととなった。
USGAは2022年に全米アダプティブオープンを開催する予定。

## 放送

### テレビ
- JNN九州・沖縄ドキュメント ムーブ「青き大地に立つ ～義足ゴルファーの挑戦～」 大分放送制作（e-JNN九州沖縄地区 2011年11月13日放送[8]、CSTBSニュースバード 2012年3月13日放送[9]）